# Eddy Helmi Abdul Manan
Eddy Helmi bin Adbul Manan (Pontian, 8 dicembre 1979) è un ex calciatore malese, di ruolo centrocampista.

## Caratteristiche tecniche
È un trequartista.

## Carriera

### Club
Comincia a giocare al Johor Darul Ta'zim, in cui milita fino al 2012. Nel 2013 passa al Negeri Sembilan. Nel 2015 viene acquistato dal Sime Darby. Nel dicembre 2016 rimane svincolato.

### Nazionale
Ha debuttato in Nazionale nel 2002. Ha messo a segno la sua prima rete con la maglia della Nazionale il 27 gennaio 2007, in Singapore-Malesia (1-1, 5-4 dopo i calci di rigore), gara di ritorno della semifinale della AFF Cup 2007, in cui ha siglato la rete del momentaneo 0-1 al minuto 57. Ha messo a segno la sua prima doppietta con la maglia della Nazionale il 18 giugno 2006, nell'amichevole Malesia-Cambogia (6-0), in cui ha siglato la rete del momentaneo 4-0, dopo un minuto dall'ingresso in campo al posto di Shahrulnizam Mustapa, e la rete del momentaneo 5-0. Ha partecipato, con la Nazionale, alla Coppa d'Asia 2007. Ha collezionato in totale, con la maglia della Nazionale, 30 presenze e tre reti.